# قسم دو دهك الريفي (مقاطعة دليجان)
قسم دو دهك الريفي (بالإنجليزية: Do Dehak Rural District)‏ هي منطقة ريفية تقع في قسم في إيران. يقدر عدد سكانها بـ 3,332 نسمة .